# 基艾亚桥
基艾亚桥（意大利语：ponte di Chiaia）是那不勒斯的一座桥梁，位于基艾亚区的基艾亚街（Via Chiaia）上方。连接圣卡洛阿尔莫尔特尔区（San Carlo alle Mortelle），与皮佐法尔科内山（Pizzofalcone）。

## 历史
它由蒙特利伯爵曼努埃尔·德·阿塞韦多·扎伊加总督建于1636年，连接皮佐法尔科内山，因此最初被称为"蒙特利桥"。
基艾亚桥与基艾亚街之间有一个陡峭的斜坡，费迪南多一世决定拆除，但并未实施。
这个坡道因污垢和退化，以及黑暗的约会而臭名昭著。
这座桥保持了简洁的外观，直到1834年由奥拉齐奥·安吉里尼改建为新古典主义风格，坡道被楼梯取代，一侧在的里雅斯特与特伦托广场（piazza Trieste e Trento），另一侧是烈士广场（place des Martyrs）。
在意大利统一之后，以萨伏依王朝的纹章取代了波旁王朝的纹章。